# Maj på Malö

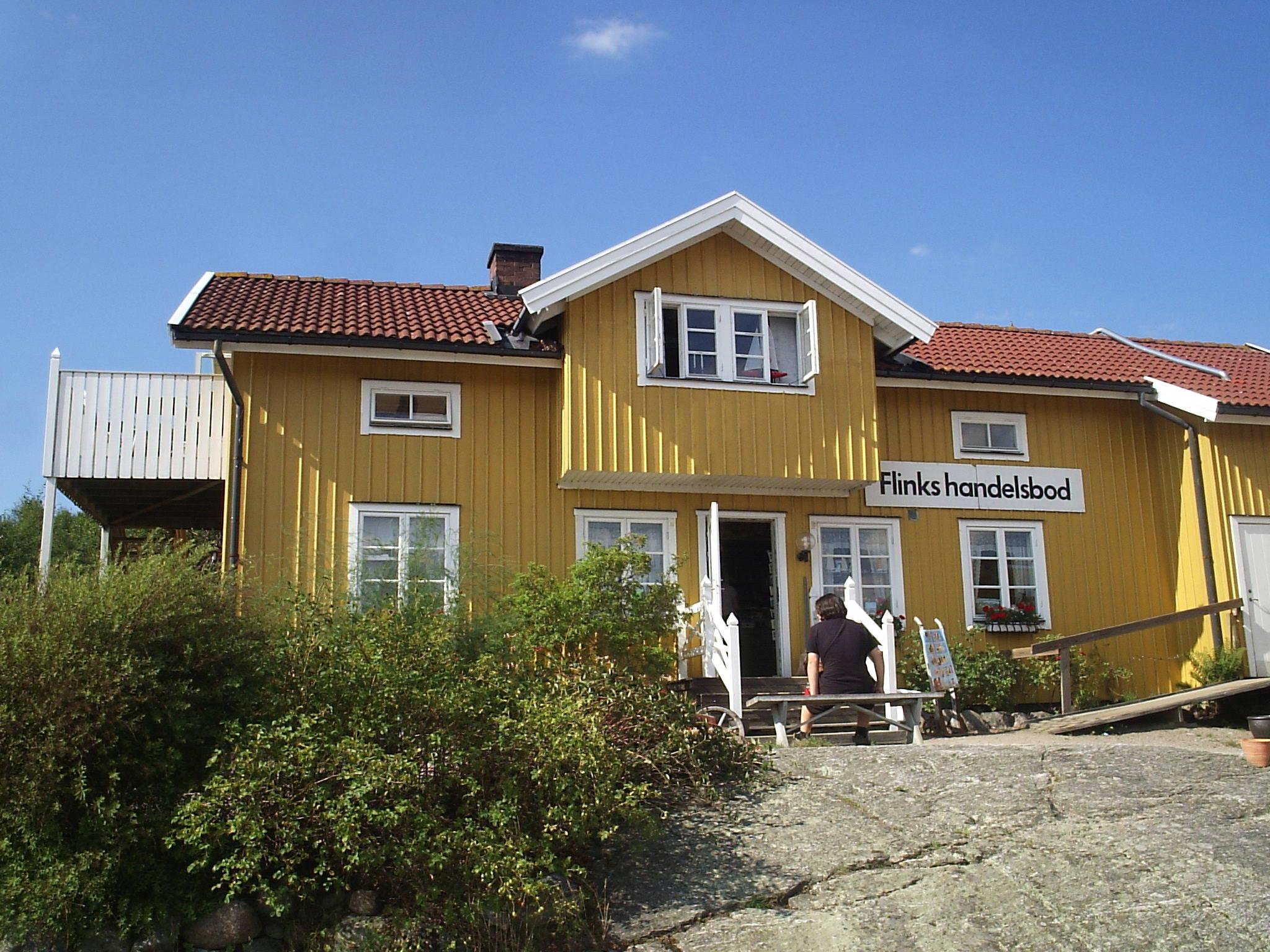
Handelsman "Flinks" handelsbod på Flatön.

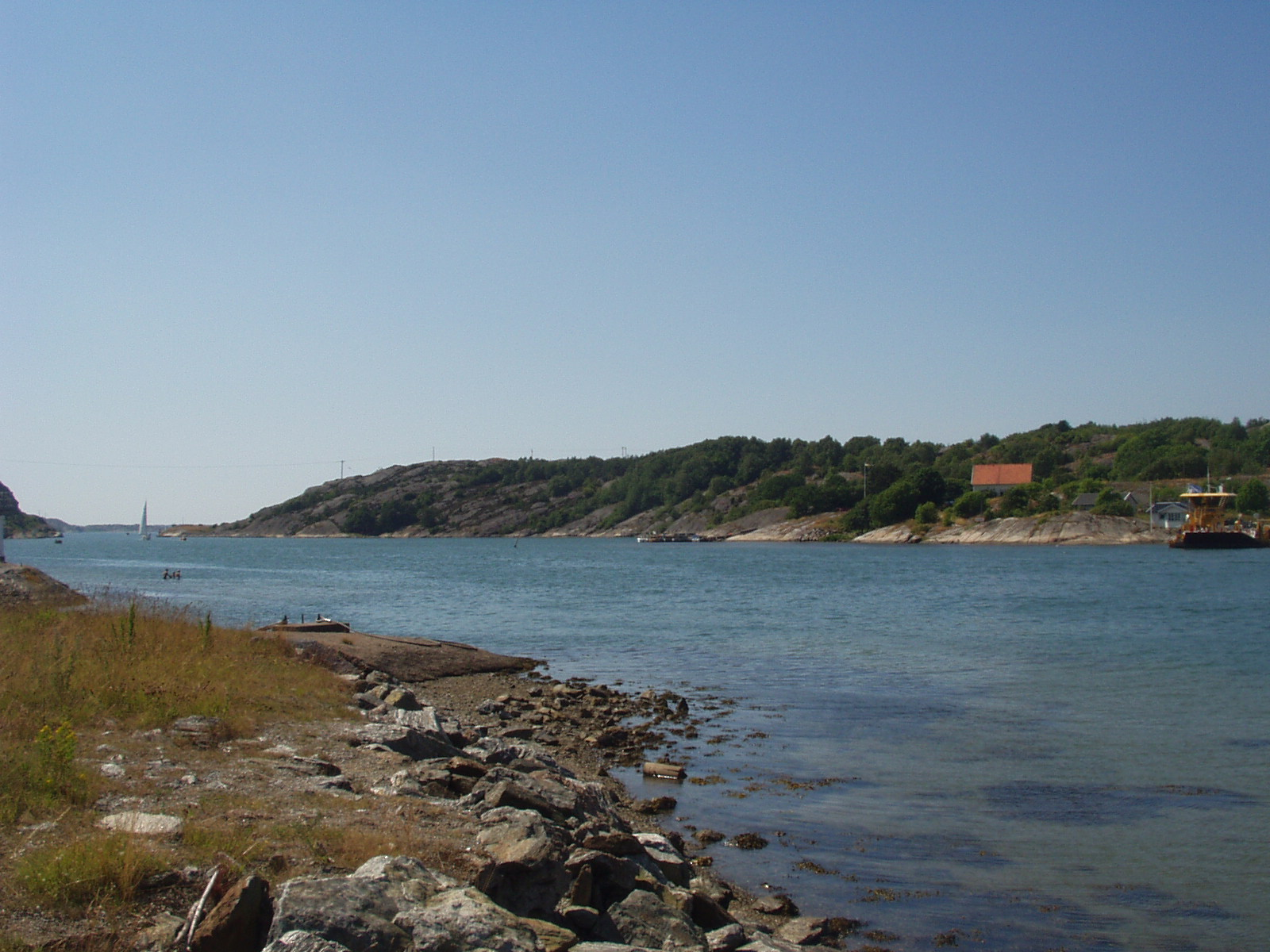
Malös sydsida sedd från färjeläget på Orust. Malö strömmars södra utlopp. (2005)

"Maj på Malö" är en visa av Evert Taube. Den publicerades första gången i vissamlingen Ballader i Bohuslän 1943. Evert Taube spelade också in sången tillsammans med Vals på Ängön och gav ut den 1943. Samma inspelning publicerades också på en skiva där Ulla Billqvist sjunger Det gamla paret av Wilhelm Hedquist och Bernhard Elis Malmström.
Visan har inledningsorden "God dag, herr handelsman Flink, min vän! Jag kommer med storm ut till Flatön igen. Det blåser, nordvästen ger hals."

## Bakgrund
Taube betonar att berättelsen är autentisk och skriver:
| ” | Verklighetsskildring från handelsman Gust. Johansson Flinks handelshus vid Stätte brygga på Flatön vid Snäckedjupet, Bohuslän. Flink som är ungdomens allt i allo i denna trakt ser sin favorit Maj på Malö komma roende till bryggan, betjänar henne i butiken och vad han under tiden har att säga, sätter poeten på vers och melodi." | „ |

Evert Taube ikläder sig rollen av sitt alter ego Rönnerdahl och befinner sig i handelsboden då den vackra Maj kommer i sin båt och Rönnerdahl får lyssna till handelsmannens kärleksförklaring: "Maj på Malö, vackra Maj, dig vill alla böljor smeka när du kommer i din eka och förtöjer den på svaj […] På ejderdun vilar du i mina drömmar, flicka från Malö strömmar."
I Taubes visa är Maj den idealiska bohuslänska kvinnan: blåögd, brunbränd och stark. Förebilden hette i verkligheten Maj Johansson, senare gift Strömberg. Hon växte upp på gården Stätten på Malö, där hon kom att bo hela sitt liv, och drev i många år en kiosk.

## Kulturell användning
Maj på Malö är titeln på en film från 1947, som löst är baserad på Taubes Ballader i Bohuslän.
Povel Ramel gjorde 1979 till Sven Olsons Trio Show en kort travesti på Taubes visa som inleddes: "Mej på Malö, vackra mej, mej vill alla brudar smeka, jag har knappast tid att käka som jag får försvara mej."